# Obcy w domu (film 1985)
Rytm serca – polski film telewizyjny z 1985 roku w reżyserii Marka Wortmana.

## Opis
Film powstał na kanwie powieści pt. Obcy przyszedł na farmę autorstwa Miki Waltariego z 1937, według przygotowanego na potrzeby produkcji scenariusza Józefa Hena.
Akcja filmu rozgrywa się na wsi. W jednym z domów zamieszkuje młode małżeństwo Katarzyna i Fred oraz starszy wiekiem wuj Herman. Para osiadła tam niedawno przeprowadzając się z miasta. Powodem przenosin był zamiar powstrzymania nałogu alkoholowego Freda. Pewnego dnia Fred poznaje w gospodzie Jana, który poszukuje zajęcia zarobkowego na wsi. Przyprowadza gościa do domu, który za zgodą żony Katarzyny i wuja Hermana zostaje najęty do pracy w gospodarstwie jako parobek. Pragnący uciec od swojej przeszłości w mieście Jan wykazuje się pracowitością, wtórując w tym Katarzynie. Równolegle z tym Fred unika pracy w gospodarstwie i popada coraz bardziej w nałóg alkoholowy. Z biegiem czasu Jan i Katarzyna zbliżają się do siebie.

## Obsada
- Marzena Trybała – Katarzyna
- Marek Frąckowiak – Jan
- Henryk Talar – Fred
- Janusz Paluszkiewicz – wuj Herman
- Marek Siudym – uczestnik libacji w gospodzie